# Persona 4: Dancing All Night
Persona 4: Dancing All Night (яп. ペルソナ４ ダンシングオールナイト Пэрусона Фо: Дансингу Ору Найто) — музыкальная игра для консолей PlayStation Vita и PlayStation 4, спин-офф игры Shin Megami Tensei: Persona 4, разработанная компанией Atlus при содействии компании Dingo, известной своими играми о вокалоиде Хацунэ Мику. Игра является частью серии Megami Tensei и Shin Megami Tensei: Persona.
Для платформы PlayStation Vita игра поступила в продажу в Японии 26 июня 2015 года. Релиз в Северной Америке состоялся 29 сентября 2015 года, в Европе стала доступна с 6 ноября 2015 года. На PlayStation 4 продажи стартовали 24 мая 2018 года в Японии и 4 декабря 2018 года во всём остальном мире.

## Сюжет
История разворачивается спустя полгода после окончания событий Persona 4. После окончания расследования Рисэ Кудзикава возвращается на сцену. Проходит новый слух о том, что «если посмотреть на определённом сайте странное видео, то тебя перенесёт на «другую сторону», и ты уже никогда не проснёшься». Спустя какое-то время пропадают без вести все участницы японской поп-группы «Кухня Канамин», в том числе их лидер, Канами Масита, являющаяся новым персонажем. В самой игре участники оказываются втянуты в «танцевальные бои» с Тенями на таинственной «Полуночной Сцене».
Главный герой Persona 4, Ю Наруками, возвращается в Инабу и получает просьбу о помощи от Рисэ. Таким образом, Ю вновь приходится собирать Исследовательскую команду для разрешения очередного инцидента.

## Разработка
Persona 4: Dancing All Night была анонсирована 24 ноября 2013 года на презентации Atlus, вместе с другими представителями серии — Persona 5 и Persona Q: Shadow of the Labyrinth. Игра разрабатывалась в сотрудничестве с Dingo, которые ранее были ответственны за разработку игр серии Hatsune Miku: Project DIVA. В феврале 2014 года Atlus подтвердила локализацию для западного рынка.
Саундтреком занимался бессменный композитор сериала, Сёдзи Мэгуро. В игру входят более 30 треков, включающих в себя, кроме оригинальной музыки, ремиксы старых композиций из предыдущих игр Persona. Было подтверждено сотрудничество с популярными японскими исполнителями, вроде Тэцуя Комуро и Даискэ Асакура.

## Отзывы
| Сводный рейтинг | Сводный рейтинг | Сводный рейтинг |
| Издание         | Оценка          | Оценка          |
| Издание         | PS4             | PS Vita         |
| --------------- | --------------- | --------------- |
| GameRankings    | 77,69 %         | 78,84 %         |